# Joaquim Inácio Tosta
Joaquim Inácio Tosta (Muritiba, 12 de julho de 1856 — Londres, 4 de agosto de 1919) foi um político brasileiro. Exerceu o mandato de deputado federal constituinte pela Bahia em 1891.

## Família e formação
Joaquim Inácio Tosta nasceu no engenho de Capivari, na cidade de Muritiba, Bahia, em 12 de julho de 1856, filho de Carolino da Silva Tosta e de Joana Moreira da Natividade Tosta. Seus primeiros estudos foram na cidade de São Félix, concluindo-os em Salvador. Ingressou na Faculdade de Direito do Recife, onde se bacharelou em 1879.

## Carreira Política no Império

### Deputado Provincial
Ainda na faculdade, elegeu-se deputado provincial de Pernambuco em 1879. Terminada a legislação, regressou à Bahia, onde fundou o jornal A Pátria, porta-voz do povo de São Felix. Rapidamente, tornou-se juiz de paz e conselheiro da cidade. Popular, elegeu-se deputado provincial do estado, em 1882, para a 18ª Legislatura, de 1882 a 1884, permanecendo no cargo até a proclamação da República, em 1889.
No cargo, aprovou projetos de sua autoria para a isenção do imposto de exportação do açúcar embarcado em sacos de algodão, para a proteção aos lavradores e criadores de gado registrados pelas Câmaras Municipais, e para o combate ao imposto sobre as indústrias de charutos e cigarros, além de apoiar o fechamento das casas comerciais aos domingos e feriados. Membro da Comissão de Instrução Pública, onde foi relator, apoiou o alargamento dos ensinos primário e secundário.
Em 1884, combateu veementemente o decreto de conversão de bens das ordens religiosas baixado pelo ministro dos negócios interiores Francisco Antunes Maciel, membro do Gabinete Lafayette. Ainda como deputado provincial, defendeu a separação de Igreja e Estado e a criação de cemitérios civis.

## Carreira Política na República

### Deputado Federal
Desferido o golpe de 1889 pelo marechal Deodoro da Fonseca, elegeu-se deputado constituinte por seu estado para a 21ª Legislatura, de 1890 a 1891, seguindo para o mandato ordinário, a 22ª Legislatura, de 1891 a 1893. Reelegeu-se para as 23ª, de 1894 a 1896, 24ª, de 1897 a 1899, e 25 ª, de 1900 a 1902. Em 1901, apresentou projeto de criação da Organização dos Sindicatos Agrícolas, aprovado em 1903, quando já se encontrava fora da Câmara. Em 1902, fundou a Sociedade Agrícola da Bahia e presidiu-a até 1907, substituído por Joaquim dos Reis Magalhães. Tal sociedade foi responsável por organizar, em 1903, a primeira Conferência Açucareira da Bahia.
Em 1906, voltou para a 27ª Legislatura da Câmara dos Deputados, de 1906 a 1908, defendendo os interesses agrícolas baianos e a criação do Banco Central de Crédito Agrícola em cada estado açucareiro e criticando a negligência da Federação com os estados nordestinos. Membro da Comissão Agrícola, da qual presidiu, foi responsável pelo projeto de criação do Ministério da Agricultura, Indústria e Comércio, aprovado em 1909 pelo presidente Nilo Peçanha.
Apoiou a criação de sindicatos de produtores de cana de açúcar e a formação da União Nacional de Sindicatos Estaduais, denominado de União Açucareira do Brasil. Em 1908, candidatou-se para a presidência da Bahia, derrotado por João Ferreira de Araújo Pinho. Não renovou a legislatura no Congresso, assumindo a diretoria geral dos Correios Nacionais. Em 1911, tornou-se delegado do Tesouro Brasileiro em Londres, posição que ocupou até sua morte.
Faleceu na cidade de Londres em quatro de agosto de 1919, deixando dois filhos proeminentes da união com Maria Amélia Teixeira Tosta. Ainda em vida, viu desfazer-se, em 1911, a Sociedade Agrícola da Bahia, fundada e presidida por ele.